# Prioneris clemanthe
Redspot Sawtooth, Prioneris clemanthe là một loài bướm thuộc họ Pieridae, có màu vàng và trắng, được tìm thấy ở Ấn Độ.